# Claude Aslangul
Claude Aslangul, né le 25 novembre 1945 à Paris 16e et mort le 24 juillet 2021 à Paris 15e, est un physicien français, spécialiste en mécanique quantique et en physique statistique.

## Biographie
Après avoir eu l'intention de s'orienter vers les humanités, la littérature et les langues, il bifurque vers les sciences grâce à son professeur de mathématiques de terminale. Après une formation d'ingénieur à l'école nationale supérieure des mines, il soutient une thèse de sciences physiques à l'Université Pierre-et-Marie-Curie puis effectue toute sa carrière dans cette même université, à l'exception de passages à l'Institut Laue-Langevin et au MIT. 
Il a enseigné pendant une quarantaine d'années dans les trois cycles de l'Université Pierre-et-Marie-Curie. Pendant quinze ans, il a été chargé à l'ENS Ulm d'un cours d'applications de la mécanique quantique puis d'un cours de mathématiques pour physiciens. Pendant dix ans, il a assuré des séances totalement ouvertes à l'ENS Cachan, où les élèves pouvaient poser toutes leurs questions en mécanique quantique et en physique statistique. Il a été aussi chercheur en laboratoire, notamment au sein du Groupe de physique des solides (GPS) fondé par Pierre Aigrain et Philippe Nozières, ainsi qu'au Laboratoire de physique théorique de la matière condensée (LPTMC). 
Ses domaines de prédilection sont la physique statistique (mouvement brownien classique et quantique, transport en milieu aléatoire, diffusion de particules en interaction, diffusion en milieu désordonné) et la mécanique quantique (électrodynamique des longues chaînes organiques, polymères conducteurs, excitons, brisure de symétrie dans le modèle spin-boson, dissipation quantique, théorie quantique de la liaison chimique).

## Publications
- Mécanique quantique 1 : Fondements et premières applications, Louvain-la-Neuve/Paris, De Boeck, 2016, 715 p. (ISBN 978-2-8073-0295-2, lire en ligne)
- Mécanique quantique - Tome 2, Développements et applications à basse énergie, Louvain-la-Neuve, De Boeck, 2018 (ISBN 978-2-8073-1559-4, lire en ligne)
- Mécanique quantique - Tome 3, Corrigés détaillés et commentés des exercices et problèmes, Louvain-la-Neuve/Paris, De Boeck, 2015, 1389 p. (ISBN 978-2-8073-0143-6, lire en ligne)
- Mécanique quantique, Bruxelles/Paris, De Boeck, 2010, 139 p. (ISBN 978-2-8041-6003-6, lire en ligne)
- Des mathématiques pour les sciences : concepts, méthodes et techniques pour la modélisation, Bruxelles/Paris, De Boeck, 2011, 1252 p. (ISBN 978-2-8041-6617-5, lire en ligne)
- Mathématiques pour les sciences - Tome 2, Corrigés détaillés et commentés des exercices et problèmes, De Boeck, 2013, 952 p. (ISBN 978-2-8041-8172-7, lire en ligne)